# Lichtwarkschule
Die Lichtwarkschule war eine 1914 gegründete reformpädagogische Schule in Hamburg-Winterhude. Sie wurde nach Plänen Fritz Schumachers errichtet. Zwischen 1920 und 1937 war sie nach Alfred Lichtwark benannt, einem der Begründer der Museumspädagogik und der Kunsterziehungsbewegung sowie erstem Direktor der Hamburger Kunsthalle. Im Zuge nationalsozialistischer Gleichschaltung wurde das Profil der Schule nach 1933 schrittweise verändert, bis diese 1937 endgültig von der Landesunterrichtsbehörde aufgelöst und mit dem Heinrich-Hertz-Realgymnasium zur Oberschule am Stadtpark für Jungen zusammengelegt wurde. Heute befindet sich in dem Schulgebäude die Heinrich-Hertz-Schule.

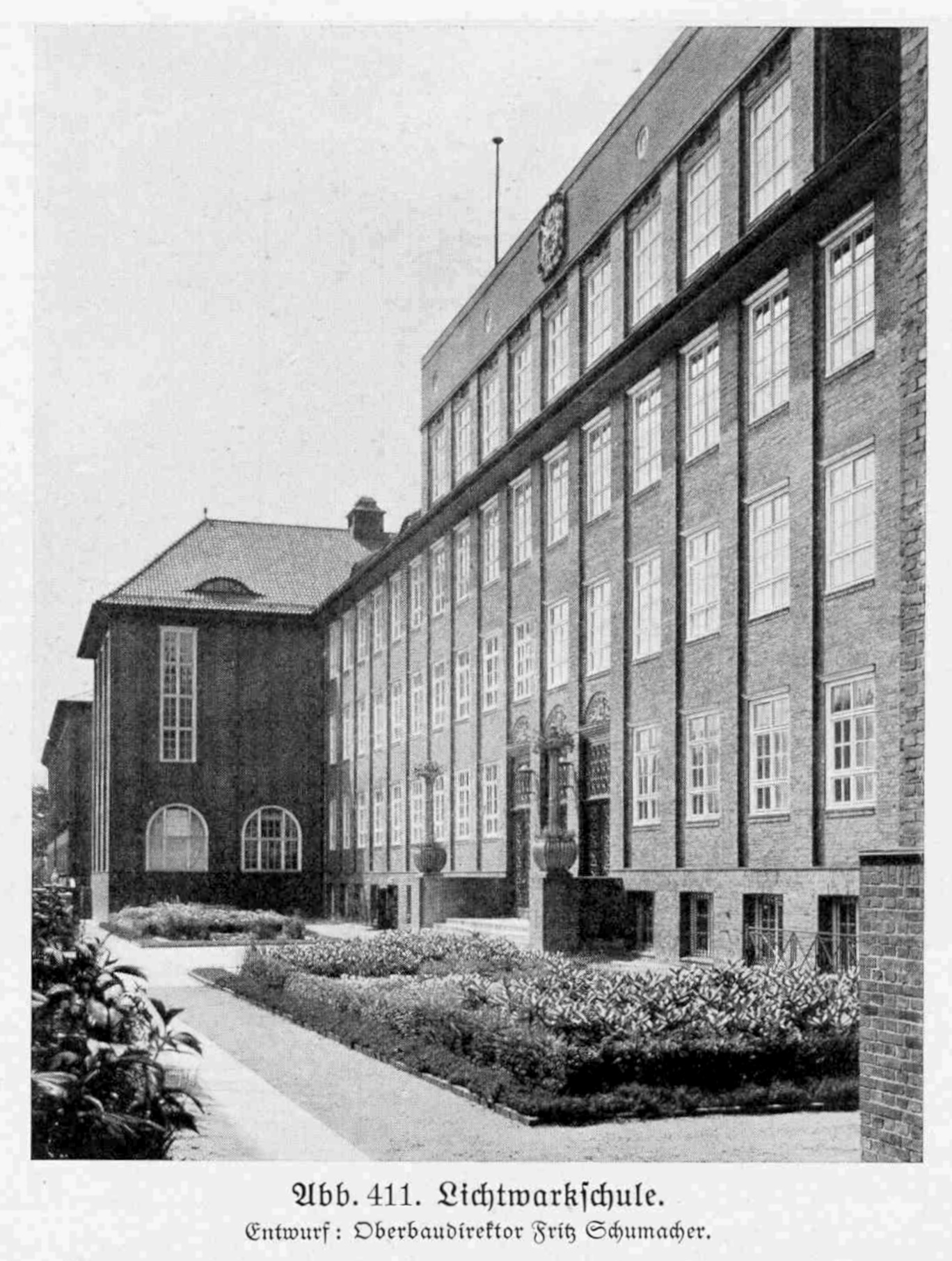
Lichtwarkschule (1929)

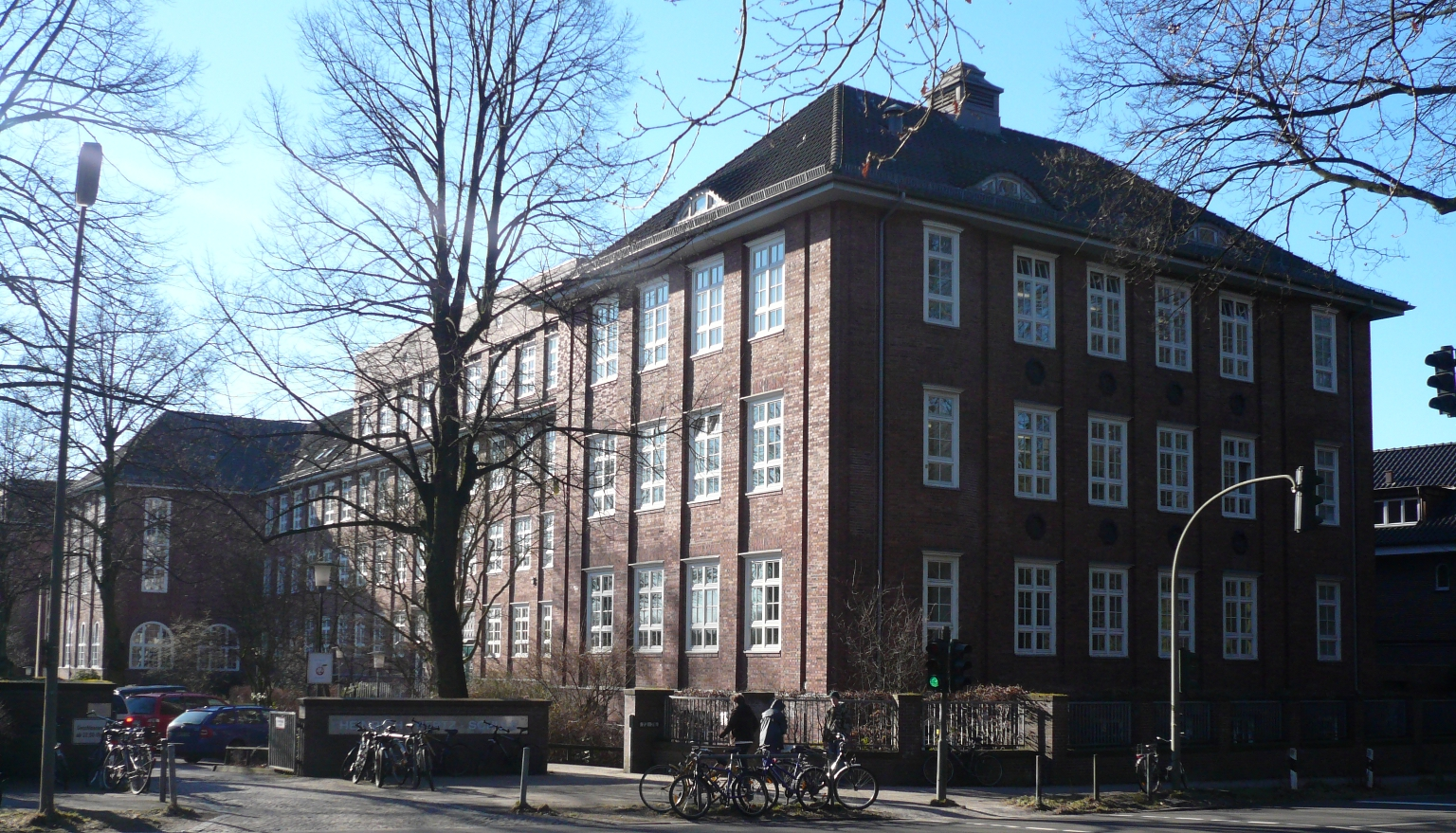
Heinrich-Hertz-Schule, Grasweg 72

## Pädagogik und Schulprofil
Die Lichtwarkschule ging aus der 1914 gegründeten Realschule in Winterhude hervor. Die Idee zu ihr entstand in der Folge des Weimarer Schulkompromisses, der dem Gedanken an eine Einheitsschule zwar eine Absage erteilte, dennoch aber die Einrichtung von Versuchsschulen erlaubte.
Ein Kreis von Pädagogen an der Winterhuder Realschule, dem Erich Jänisch, Georg Jäger, Peter Petersen, Rudolf Kappe und Gustav Heine angehörten, erbat im März 1920 von der Hamburger Oberschulbehörde die Möglichkeit, „auf einen neuen Typ der höheren Schule hinzuarbeiten“. Der Hamburger Senat stimmte dem Vorhaben zu und bestätigte im Februar 1921, dass die neue Oberschule den von Lehrern und Eltern gewünschten Namen Lichtwarkschule tragen dürfe. Haubfleisch zählt die Lichtwarkschule neben der von Fritz Karsen initiierten Karl-Marx-Schule in Berlin-Neukölln und der von Wilhelm Blume gegründeten Schulfarm Insel Scharfenberg zu den „wichtigsten und interessantesten (höheren) öffentlichen Versuchsschulen der Weimarer Republik“.
Als Versuchsschule war die Lichtwarkschule nicht an Lehrpläne gebunden, durfte Schüler außerhalb des eigentlichen Schulbezirks aufnehmen und konnte über die Zusammensetzung ihres Kollegiums selber entscheiden. Der Schulleiter wurde vom Kollegium gewählt. Doch der reformpädagogische Eifer scheint auch seine Schattenseiten gehabt zu haben, wie unter anderem die Erinnerungen von Fritz C. Neumann zeigen, der sich im Herbst 1922, mitten in seiner Referendarzeit, auf eigenen Wunsch an die Lichtwarkschule versetzen ließ: „Niemand gab der ganzen Schule Form und Richtung. Jeder Sekundarlehrer an einer der Hamburger Sekundarschulen, der etwas Neues ausprobieren wollte, konnte sich den Mitarbeitern der Lichtwarkschule anschließen, und das taten sie auch. So wurde sie zu einem Sammelbecken verschiedener Ideen und Trends.“ Und auch der Kursunterricht als Gegenmodell zum klassischen Klassenunterricht wurde schnell wieder abgeschafft, wie Georg Jäger schon im Mai 1923 bei einem Besuch der Schulfarm Insel Scharfenberg seinen dortigen Kollegen zu deren Verwunderung erläuterte: „Dr. Jäger erzählte von seinen Erfahrungen, und wir schilderten ihm unsere gegenwärtige Unterrichtslage. Überrascht waren wir zu hören, daß die Kurse dort so gut wie aufgegeben sind, nur noch ein prinzipiell geändertes Dasein im fakultativen Zusatzstunden führen; als Begründung führte der Gast an, die Kurseinteilung habe zu einer Auflösung der Gemeinschaft geführt; über der Spezialisierung sei das Gemeinsame verloren gegangen und das, was man im guten Sinne Klassengeist nenne, ganz verflüchtigt. Bei uns ist das nicht zu befürchten, da man sonst den ganzen Tag gemeinsam verlebt; die Lichtwarkschule ist eine Tagesschule. Ferner gibt die Kulturwoche mit ihren 30 gemeinsamen Stunden dem Gemeinsamkeitsgefühl das nötige Übergewicht auch in unterrichtl. Beziehung. Es scheinen dort in Hamburg außerdem noch andere Gründe mitgesprochen zu haben, ein sachliches Erlahmen. Wir sehen das Problem weit optimistischer an als Dr. Jäger. Zum mindesten sind der Mathematik- und der Deutschkurs auf dem Wege zum uns vorschwebenden Ideal. Die Kurse aufgeben, hieße Scharfenberg einen Lebensnerv abschneiden! Dr. Jäger blieb noch bis zum Spätnachmittag bei uns; der gegenseitige Gedankenaustausch war sehr fördernd.“
Das passt zu der Feststellung Füssls, der die Zeit nach Peter Petersens Berufung an die Friedrich-Schiller-Universität Jena als eine Zeit des Umbruchs und der Neuorientierung beschreibt: „Seit dem raschen Weggang PETER PETERSENS nach Jena 1923 verfügte die Schule über keine Leitfigur mehr, die eine Richtung für die Ausgestaltung des Versuchs hätte weisen können. Sie entwickelte sich zum Sammelbecken unterschiedlichster Reformansätze und zum Konfliktfeld, aber auch zum Modell für die Definition und Spannweite reformpädagogischer Möglichkeiten. In der Praxis kehrte sie sogar zum System des Klassenunterrichts zurück.“ In dieser Situation ergriff eine Gruppe junger Lehrer die Initiative.

„Wir, d. h. einige junge ‚Kandidaten‘ – Lehrer im Vorbereitungsdienst –, die 1922 und 1923 an die Schule kamen, spürten, dass es zu einer Stagnation kam und dass etwas getan werden musste, um die Schule wiederzubeleben. Also haben wir eine Art Revolution gestartet. ‚Wir‘ waren hauptsächlich drei, Walter Teich, der im Grunde ein Dichter war, ein gewisser Herr Schnell – der seine Karriere später auf eine sehr sensationelle und lustige Weise beendete – und ich selbst. Wir entschieden, dass die unglückliche Situation darauf zurückzuführen war, dass die Schule keine gemeinsame Philosophie und kein gemeinsames Grundverständnis hatte. Jeder zog in eine andere Richtung. Also beschlossen wir, alle von uns geschätzten älteren Männer zu versammeln – es gab sehr viele – und führten Treffen in Privathäusern durch, um ein solches gemeinsames Grundverständnis auszuarbeiten und zu vereinbaren. Unsere Gruppe hat diese Entscheidungen dann in den Mitarbeiterversammlungen durch eine Blockabstimmung umgesetzt. Eine Weile lief alles gut, aber dann brach unsere gemeinsame Front zusammen. Wir Jungen wollten etwas Sozialismus in unsere gemeinsame Plattform bringen, aber das mitzumachen, weigerte sich die Mehrheit. Demokratie war als Grundidee in Ordnung, aber nicht Sozialismus.“

Heinrich Landahl wurde zum Gegenspieler von Neumann und seinen Freunden. Das sozialistische Experiment wurde beendet, Georg Jäger musste als Schulleiter zurücktreten und wurde durch Fritz Wiesner ersetzt, „der konsequent eine Pädagogik vom Kinde aus vertrat, aber die offene Politisierung ablehnte“. Die Verabschiedung eines verbindlichen Leitbildes für die Schule unterblieb und jeder konnte weiterhin seine eigenen Ziele verfolgen. Noch mehr als zuvor aber, so Neumann, wurde die Schule zu einer Ansammlung hoch interessierter und befähigter Pädagogen, und es gab curriculare Weiterentwicklungen:
- Das Fach Kulturkunde, das die Fächer Geschichte, Deutsch, Geographie und Philosophie integrieren sollte, wurde eingeführt.
- Als Ergänzung der Kulturkunde fanden fortan jährlichen Studienreisen statt.
- Englisch wurde als erste Fremdsprache etabliert und ebenfalls in einen kulturkundlichen Rahmen gestellt.
- Tägliche Turnstunden waren obligatorisch.
- Koedukation wurde Zug um Zug weiter ausgebaut.
- Es gab eine Schulbühne, einen Chor und ein Orchester.
- Neumann freute sich darüber, dass für die Oberstufe der erste Band des Kapitals Teil des Curriculums wurde.[7]

## Arbeiter-Abiturientenkurs
Die Lichtwarkschule verfolgte einen egalitären Ansatz und wollte offen für Kinder aus allen sozialen Schichten sein. Nach Ursel Hochmuth betrug „der Anteil der Schüler aus Arbeiterfamilien […] im Durchschnitt fast 11 %“. Prägend für das schulische Milieu scheinen sie nicht gewesen zu sein, wie Hermann E. Hinderks bemerkte:

„An dieser in mehr als einer Hinsicht ›exklusiven‹ Schule … (bot sich) das schöne Bild allgemeiner höherer Lebensqualitäten, die wir gleichfalls hier in den eigentlichen Lichtwarkschülern überall vor Augen hatten. Kam doch die große Mehrzahl von ihnen aus dem Milieu einer im ganzen recht gehobenen Bürgerlichkeit, deren Kultiviertheit uns fremd und ebenfalls unzugänglich war wie jene Möglichkeiten größerer seelischer Expansion. Der eine oder andere von uns AK-Leuten hat dann zuweilen auch an den Widersprüchen zwischen eigenwillig-stolzem Selbst- und Klassebewußtsein … und den konträren Neigungen zu den extravaganten Lebensformen und Ansprüchen einer vorwiegend doch elitären Schülerschaft laboriert.“

Die Sicht, aus der Hinderks hier resümiert, ist die der Arbeiter-Abiturienten („AK-Leuten“). „Das war eine Gruppe von jungen Arbeitern – alle Jungen –, die nach mehrjähriger Arbeit in diesen Kurs aufgenommen wurden, um so geschult zu werden, dass sie nach einigen Jahren die Hochschulaufnahmeprüfung ablegen konnten. Die Idee war, einen Stamm von Söhnen der Arbeiterklasse und der Sozialdemokraten zu schaffen, die für wichtige Positionen im Staat zur Verfügung stehen würden, was dringend notwendig war, da die Weimarer Republik zu ihrem großen Unglück die alte reaktionäre Bürokratie der Kaiserzeit übernommen hatte. Und diese Männer sabotierten die Demokratie, wo immer sie konnten und auch sehr erfolgreich.“
Auch hiermit beschritt die Lichtwarkschule einen Weg, den auch die Karl-Marx-Schule in Berlin mit ihren Berliner Arbeiter-Abiturientenkursen zu einem wichtigen Bestandteil ihres Lernangebots gemacht hatte. Wann die Lichtwarkschule damit anfing, darüber gibt es unterschiedliche Aussagen. Hochmuth datiert den ersten Kurs auf das Jahr 1927, während Neumann erwähnt, auch der „heutige Hamburger Oberbürgermeister ist ein ehemaliger Absolvent dieses Arbeiterkurses“. Zur Zeit der Abfassung von Neumanns Manuskript war Paul Nevermann Hamburger Oberbürgermeister. Der hatte allerdings bereits ab 1923 einen Arbeiter-Abiturientenkurs besucht und diesen erfolgreich im Jahr 1926 beendet.

## Zeit des Nationalsozialismus, Ende der Lichtwarkschule
Vermutlich 1932 tauchte erstmals das auf die Lichtwarkschule gemünzte Schimpfwort vom „roten Mistbeet am Stadtpark“ auf. Doch auch vorher schon stand die Schule unter Beschuss – auch seitens der Behörden, wie Fritz C. Neumann und andere am eigenen Leib erfahren mussten. „Nach dem nationalsozialistischen Wahlsieg von 1930 beschloss die Hamburger Schulbehörde, die Lichtwarkschule von kommunistischen Lehrern zu reinigen. Drei von uns (Kappe, Lewalter und ich) wurden an andere Schulen versetzt, wo wir völlig isoliert voneinander sein würden. Sobald meine Klasse ihre Abschlussprüfung im Herbst 1930 abgeschlossen hatte, wurde ich auf die Oberrealschule am Kaiser Friedrich Ufer versetzt, eine reguläre Sekundarschule des gleichen Typs wie die, die ich selbst als Junge besucht hatte.“
Die Machtergreifung der Nationalsozialisten leitete dann das Ende der Lichtwarkschule ein. Im Mai 1933 musste Gustav Heine als erster Lehrer die Schule verlassen; er wurde von Polizisten während des laufenden Unterrichts festgenommen. Ihm folgten unter anderem Willy Denecke und Ernst Loewenberg. Damit einher ging „die starke Einwirkung der gleichgeschalteten Schulbehörde auf Schulleitung, Kollegium und Schülerschaft“. Heinrich Landahl, der als Schulleiter und Politiker einen Anpassungskurs gegenüber den Nationalsozialisten verfolgte, wurde gleichwohl nach den Sommerferien 1933 als Schulleiter abgesetzt und durch das NSDAP-Mitglied Erwin Zindler ersetzt. Dessen Stellvertreter wurde der spätere Oberstleutnant und Mörder Berthold Ohm. Die neue Schulleitung betrieb die „Erziehung zur Deutschheit“, Kulturkunde wurde abgeschafft und der alte Fächerkanon wieder zum Leben erweckt, die Gemeinschaft zwischen Lehrern und Schülern sollte aufgebrochen werden. „Dieser Gleichschaltungsprozeß, das Vordringen der faschistischen Ideologie im Kollegium und unter den Schülern, vollzog sich nicht ohne Widerspruch von seiten des Stamms der Lichtwarkschulgemeinde. Der alten Tradition verbundene Lehrer und Schüler, die die vor sich gehenden Veränderungen bewußt erlebten, lernten sich auf die neue Situation einzustellen; im Schulhaus wurden die Verweigerung, die Ironie. das Wörtlich-Nehmen, die Übertreibung zu Mitteln ihrer Abwehrgefechte.“ Und 1935 gehörten immerhin zwei Drittel der Lichtwarkschüler – anders als Helmut Schmidt – noch nicht der Hitlerjugend an.
Innerhalb des Lehrkörpers riefen die „erzwungene Anpassung der liberalen Versuchsschule an die Dogmen und Mythen der NSDAP und der gleichzeitige Wegfall der Rechtsgrundsåtze, die bis dahin das Dasein der Beamten gesichert hatten, […] sehr verschiedene Reaktionen hervor“. Das Spektrum dieser Reaktionen umriss Hans Liebschütz so: „Auf der einen Seite gab es einzelne ›Bekehrte‹, die ihre bisherige Arbeit und Stellungnahme in der Schule als ein Auf-dem-Wege-Sein zu den Forderungen von 1933 aufzufassen begannen. Auf dem anderen Flügel stand eine Kollegin, die dem nationalsozialistischen Schulleiter gegenüber das harmlose junge Mädchen spielte, um in der Klasse die ihr eigene Lehrweise ganz ungebrochen und im ausgesprochenen Gegensatz zu der herrschenden Richtung fortsetzen zu können.“ Doch unterm Strich, so Hochmuth, „hatte sich das Kräfteverhältnis in der Lehrerschaft eindeutig nach rechts verschoben“.
Ende 1936 beschloss die Schulbehörde, die Lichtwarkschule aufzulösen. Nachdem die Koedukation aufgehoben worden war und die Mädchen sich an anderen Oberschulen anmelden mussten, wurde die Lichtwarkschule an Ostern 1937 mit der ehemaligen Heinrich-Hertz-Schule zur Oberschule am Stadtpark, der heutigen Heinrich-Hertz-Schule, vereint.

## Lehrer
- John Börnsen (1893–1973), Zeichenlehrer. „Die Lichtwarkschule legte ganz großen Wert auf Kunsterziehung, und der Zeichenlehrer John Börnsen – heutzutage würde man sagen, ein begnadeter Pädagoge – riss uns mit. Er war besonders engagiert in der Kunst seiner Jugend, dem deutschen Expressionismus.“[20]
- Willy Denecke[21]
- Hans Donandt „war, bevor er zu Ostern 1932 nach Marienau kam, Lehrer an der Lichtwarkschule“.[22] „Hans Donandt, war einer der engsten und treuesten Freunde der Bondys und übernahm die Unterrichtsleitung; später, als es für das jüdische Ehepaar Bondy immer brenzliger wurde, auch die Schulleitung in Marienau. Dann folgten Donandt und seine Familie den Bondys in die Schweiz, als diese fliehen mussten, 1937.“[23] Barbara Kersken weist darauf hin, dass Hans Donandt „schon nach dem 31. Mai 1936 wieder in das hamburgische Schulwesen zurückgekehrt ist“ – abberufen von der Schulbehörde.[24]
- Ida Eberhardt
- Jochanan Ginat begann hier 1931 das erste Ausbildungsjahr als Lehramtsreferendar.
- Gustav Heine, Mitbegründer der Lichtwarkschule.[25]
„[Ernst] Lewalters Freund und der andere Communist aus den frühen zwanziger Jahren war Gustav Heine. Er hatte den großen Vorteil gegenüber seinen Genossen, dass er in der Sowjetunion gewesen war; er hatte ein Jahr lang im ukrainischen Bildungsministerium in Kiew gearbeitet. Als er zurückkam, hielt er viele Vorträge über die U.S.S.R. In diesen betonte er besonders die Freundschaft der Sowjets zu Deutschland und ihre volle Unterstützung Deutschlands während der Zeit der Ruhrbesetzung.
Als Lehrer war er ein Experte für Englisch. Er sprach ausgezeichnetes Englisch und erbrachte Wunder dadurch, wie er es lehrte.
Obwohl er vor langer Zeit jede politische Aktivität aufgegeben hatte, entließen ihn die Nazis 1934. Er ging zuerst nach England und dann nach Brasilien, wo seine Frau geboren worden war und wo ihre Familie lebte. Dort lehrte er während des zweiten Weltkriegs an einer deutschen Schule in Sao Paulo. Nach 1945 kehrte er in den Hungerjahren nach Deutschland zurück und unterrichtete wieder im Hamburger Schulsystem – auch nach dem Rentenalter noch. Seit kurzem ist er Direktor eines Instituto Alemano in Portugal.“[26]
- Georg Jäger, Mitbegründer der Schule und zeitweiliger Schulleiter.[25] Ein überwiegend negatives Bild von ihm zeichnete Fritz C. Neumann: „Jaeger war unprofessionell, man hätte ihn auch als völlig faul bezeichnen können. Er war ein Gourmet und ein Schlemmer und ein großer Kunstliebhaber mit exzellentem Geschmack. Ich erinnere mich, dass er seinen eigenen Tee aus Ceylon importiert hat. Er gab der Schule keine Richtung vor und ließ die Dinge weiter gleiten.“[27]
- Erich Jänisch
- Rudolf Kappe, Mitbegründer der Schule.[25]
„Rudolf Kappe […] war in seinen Bemerkungen hart in seinen Manieren, autoritär, sarkastisch und so beißend, dass die Studenten des Arbeiterlehrgangs ihn ‚Himmelstoss‘ nannten, wie den sehr unbeleibten preußischen Gefreiten mit dem üblen Ruhm aus Remarques berühmtem Roman ‚Im Westen nichts Neues‘. Er war so fasziniert von seinen Themen, dass er sagte, er hätte die Studenten vor ihm völlig vergessen. Seine Philosophie war eine seltsame Mischung aus Romantik – er bewunderte das Mittelalter wegen seines Wirtschaftssystems mit korporativen Institutionen und vor allem wegen seiner grandiosen Kirchenarchitektur. Ursprünglich war er Sozialdemokrat, aber enttäuscht von ihrem rückgratlosen Verhalten rückte er immer näher an die Kommunisten heran. Am Ende wurde er ein vollwertiger Marxist. Er hatte ein wunderbares Wissen über die Architektur und meine Frau und ich hatten eine wunderbare Erfahrung, als wir mit ihm und seinen Schülern auf einer Kirchenreise durch West- und Süddeutschland reisten.
Seine persönlichen Manieren und Wege waren so offen, scharf und fast brutal, dass er fast ein Genie hatte, sich Feinde zu machen. Er war jedoch mein besonderer Freund und als Lehrer habe ich viel von ihm gelernt. Er starb früh bei einem Luftangriff im Elsass gegen Ende des Zweiten Weltkriegs.“[28]
- Friedrich Kauffmann leitete den Arbeiter-Abiturientenkurs.[29]
- Heinrich Landahl
- Ernst Lewalter
- Hans Liebeschütz
- Ernst Loewenberg
- Herbert Moltmann, der Vater von Jürgen Moltmann, war „Lehrer für Latein, Geschichte und Deutsch an der berühmten Lichtwark-Schule. […] Die neue Regierung löste die Lichtwark-Schule auf, die bekanntlich voller Sozialdemokraten war. Herbert Moltmann wechselte an eine andere Schule, wollte aber frei von der Kontrolle der Nazi-Partei sein und trat 1936 in die Armeereserve ein. Persönliche Erfahrungen bestärkten Herbert Moltmanns Abneigung gegen die Nazis.“[30]
- Fritz C. Neumann
- Berthold Ohm[31]
- Peter Petersen
- Willi Walter Puls
- Edgar Schnell, Pädagoge und Leiter der Schulbühne der Lichtwarkschule. Er hat 1929 ein Märchenspiel als Heft 1 in der Reihe Norddeutsche Kinderspiele im Verlag E. Bloch, Berlin, veröffentlicht: Frau Hü und das Vögelchen.[32] Auf eben diesen Edgar Schnell verweist allerdings auch Reinold Ahr: „Dr. Edgar Schnell (1896–1974), wohnhaft in Herleshausen. Er war als Studienrat in Hamburg bis 1929 tätig. Ende 1939 trat er der NSDAP bei, wurde nach dem Krieg beim Entnazifizierungsverfahren zunächst als ‚Mitläufer‘ eingestuft, nach Berufung schließlich als ‚Entlasteter‘. 1958 arbeitet er als Leiter einer Volkshochschule in Eschwege. Im ‚Kürschner 1958‘ werden als literarische Genre ‚Bühnendichtung und Lyrik‘ angegeben. Das Oeuvre ist nicht umfänglich. Nach dem Krieg trat er in die CDU ein und war von 1954 bis 1958 Mitglied im Hessischen Landtag. Heute findet man von Edgar Schnell als Schriftsteller z. B. im ZVAB.COM gerade noch drei Märchenspiele.“[33] Auf diesen Edgar Schnell bezieht sich der WIKIPEDIA-Artikel Edgar Schnell, und es muss offen bleiben, ob diese Karriere gemeint war, wenn Fritz C. Neumann von einem gewissen Herr Schnell sprach, „der seine Karriere später auf eine sehr sensationelle und lustige Weise beendete“.[6]
- Hermann Schütt
- Paul Schwemer, ein Zeichenlehrer, „der ausgeprägt links war“.[34]
- Erna Stahl
- Walter Teich (* 19. August 1894 bis 28. Januar 1962)[35]
- Fritz Wiesner kam von der Freien Schulgemeinde Wickersdorf.[36] Er „war ein Mann der Philosophie des ‚Erziehers-als-Gärtner‘. Nach ihm sollte der Lehrer niemals versuchen, den Schülern seine eigenen Ansichten und Ideen in den Kopf zu bringen; präsentiere alle Seiten, lass sie diskutieren und dann selbst wählen oder warte auf eine spätere Entscheidung. Er war jedoch eine sehr starke Persönlichkeit und ein geborener Erzieher. Er bestand darauf, dass seine Schüler ihn bei seinem Vornamen und mit ‚Du‘ anreden. (Ich habe diese Praxis auch für meine Gruppe übernommen). Er war etwas ‚eifersuechtig‘ und hatte etwas von einer Primadonna an sich.“[37]
- Erwin Zindler

## Schüler
Regelschulbetrieb
- Die Geschwister Hilde, Kurt und Maria Adams waren die Kinder von Kurt Adams.[38]
- Howard Beinhoff (* 15. November 1916 – † 23. Juli 1986)[39]
- Ursula Brinckmann[40]
- Hella Bruhns, Schüler in der Klasse von Ernst Loewenberg.[41]
- Lotte Canepa[39]
- Walter Flesch (* 1913 in Barmbek – † 1992) legte „im Februar 1933 sein Abitur an der Lichtwark-Schule ab. Zusammen mit seinem Zeugnis wurde ihm ein Schreiben ausgehändigt, das ihn darüber belehrte, er sei für ein Studium, da politisch unzuverlässig, ungeeignet. Damit war sein Wunsch, Lehrer zu werden, nicht mehr zu verwirklichen.“[42]
- Friedrich Großmann[43]
- Ilse Grumm (* 14. März 1910 in Kiel – † 21. September 1980 in Hamburg)[44]
- Gerhard de Haas, Schüler in der Klasse von Ernst Loewenberg; er konnte nach Palästina auswandern.[45]
- Bernhard Hamann
- Benvenuto van Halle (auch von Halle) war Lichtwarkschüler[46] und gehörte als Untersuchungsrichter einem amerikanischen Militärtribunal in der Nachfolge der Nürnberger Prozesse an.[47]
- Heinz und Peter Heilbut[48]
- Erna Hochfeld, geboren am 23. Januar 1914 in Hamburg, wurde am 13. Oktober 1942 mit dem 14. Transport vom SS-Sammellager Mecheln aus nach Auschwitz deportiert – zusammen mit ihrem Mann Berl Dankowitz (* 27. September 1890 in Krakau) und der gemeinsamen Tochter Solange Dankowitz (* 2. Mai 1941 in Antwerpen).[49] Erna Hochfeld kam 1928 an die Lichtwarkschule, die sie an Ostern 1930 nach der Obersekunda verließ, um einen Beruf zu erlernen.[50]
- Josef Hochfeld (* 8. April 1912 – † 12. März 2004)[51] war der Bruder von Erna Hochfeld. Er besuchte ebenfalls die Lichtwarkschule, wo er 1930 das Abitur machte. Er heiratete 1939 Hanna Hochfeld (* 7. Januar 1919 in Elberfeld – † 23. Februar 2011 in San Francisco)[52] „Im Zuge des Novemberpogroms wurde Josef Hochfeld verhaftet und kam in das KZ Sachsenhausen. Nach seiner Entlassung am 17. Januar 1939 emigrierte er mit seiner Frau nach Tientsin (China), wo er als Apotheker und Chemiker tätig war.“ Josef Hochfeld und seine Frau konnten 1948 in die USA einreisen. Seine Geschichte hat er in einem Interview erzählt, das sich im Bestand des USHMM befindet.[53]
- Hellmut Kalbitzer
- Fritz Kestner (* 26. August 1916 in Hamburg – † 18. März 2007 Dorchester-on-Thames)[54]
- Hedwig Klein
- Heinz Kucharski[39]
- Felicitas Kukuck
- Traute Lafrenz[39]
- Rolf William Levisohn (* 11. September 1920 – am 25. Oktober 1941 nach Lodz deportiert und im Mai 1942 in Chelmno gestorben) besuchte von 1933 bis März 1935 die Lichtwarkschule, davon die meiste Zeit in der Klasse von Ernst Loewenberg.[55]
- Hans Ludwig Levy, Schüler in der Klasse von Ernst Loewenberg; er konnte nach Palästina auswandern.[56]
- Herbert Lindemann[57]
- Hans Maeder
- Anneliese Mandowsky (1905–1941), Opfer des Holocaust
- Erna Mandowsky (1906–2003), Emigrantin, Kunsthistorikerin
- Charlotte Mandowsky (1909–1941), Opfer des Holocaust
- Gert Marcus (1914–2008), deutsch-schwedischer Maler und Bildhauer
- Heinrich Christian Meier
- Herbert Meinke[39]
- Rolf Meinecke
- Walter Niemann, Maler, Bildhauer und Graphiker (* 7. Mai 1915 in Hamburg; † 14. September 1986 in Worpswede)
- Hans Prawitt (* 3. Oktober 1913 in Hamburg – † 1944 in einem Außenlager des KZ Buchenwald), Schriftsetzerlehrling und Mitglied im ISK.[58]
- Peter Renyi (1920–2002), „ist Vize-Chefredakteur der ungarischen Parteizeitung ‚Nepszabadsag‘ und Mitglied des Zentralkomitees der Ungarischen Sozialistischen Arbeiterpartei (USAP). Er stammt aus dem damals ungarischen Banat, das im Jahr seiner Geburt, 1920, durch den Friedensvertrag von Trianon rumänisches Staatsgebiet wurde. Aus Protest gegen das reaktionäre Horthy-Regime in Ungarn zog Renyis Vater, ein Chemiker, Ende der [19]20er Jahre von Budapest nach Hamburg und mußte 1938 als Jude erneut nach Ungarn auswandern.
In Hamburg besuchte Renyi die Lichtwark-Schule, zur gleichen Zeit wie der jetzige Bundeskanzler Helmut Schmidt, zu dem er heute gute Kontakte unterhält. In der Kommunistischen Partei Ungarns stieg der gelernte Drucker nach dem Krieg als Kulturfunktionär und Kunstkritiker auf und gilt im ZK als einer der West-Experten.“[59]
- Karlheinz Rebstock[60]
- John Rewald, Mitglied in der Redaktion der 1928 gegründeten Schulzeitung Der Querkopf.[61]
- Margaretha Rothe[39]
- Heinz-Jürgen Ruschewey (1926–1978), ist der Architekt des 1949 eingeweihten Mahnmals für die Opfer nationalsozialistischer Verfolgung (KZ-Opfer Ehrenmal) auf dem Friedhof Ohlsdorf.[62]
- Helmut Schmidt & Loki Schmidt
- Marianne Schmidt[63]
- Gesa Schneider[64]
- Karl Ludwig Schneider[39]
- Richard Schulz
- Heinz Strelow (* 15. Juli 1915 in Hamburg; † 13. Mai 1943 in Berlin-Plötzensee),  Journalist, Unteroffizier und Widerstandskämpfer der Roten Kapelle, wurde durch das NS-Regime hingerichtet
- Fritz Traugott (1919–1995) musste 1936 die Lichtwarkschule verlassen und konnte 1938 in die USA emigrieren. Als Angehöriger der Ritchie Boys kehrte er nach der Landung der Alliierten in der Normandie nach Europa zurück. Von Mitte 1945 an war Traugott mit seiner Einheit für einige Monate in Berlin im Haus der Wannseekonferenz einquartiert. Basierend auf Briefen und Erinnerungsstücken von ihm wurde am 19. Juni 2025 dort die Sonderausstellung „On the Roof of Himmler's Guesthouse. Die U.S. Army 1945 in Wannsee“ in Anwesenheit von Fritz Traugotts Kindern eröffnet.[65]
- Fritz Unna[66]
- Fritz Winzer[67], Mitglied einer Widerstandsgruppe um Franz Blume.[68]
- Lola Zahn

Arbeiter-Abiturientenkurs und Abendoberschule
- Werner Blanck (* 1907 – am 8. Februar 1943 im Zuchthaus Berlin-Plötzensee hingerichtet), ein Mitglied der KPD, erwarb 1930 im Arbeiter-Abiturienten-Kursus die Hochschulreife und begann noch im gleichen Jahr in Hamburg das Jurastudium. Dieses setzte er später an der Universität Leiden fort. Während des Krieges wurde er in Antwerpen verhaftet und vom Volksgerichtshof wegen Vorbereitung kommunistischen Hochverrats zum Tode verurteilt.[69]
- Franz Bobzien, werktätiger Abendoberschüler, der später Lehrer wurde.[70] Er wurde während der Nazi-Zeit verfolgt und wurde in mehreren Zuchthäusern und Konzentrationslagern inhaftiert, zuletzt im KZ Sachsenhausen. Von dort aus wurde er bei Bombenräumungsarbeiten in Berlin eingesetzt und kam dabei am 28. März 1941 ums Leben.
- Hermann Ernst Hinderks (* 19. Dezember 1907), emigrierte 1935 nach Südafrika, um am St. George’s Cathedral Gymnasium in Kapstadt zu unterrichten. 1939 ging er als Germanistik Dozent an die University of Capetown, bis er 1953 aus Südafrika abreiste, um Professor an der Queen’s University in Belfast, Nordirland, zu werden.[71]

## Schulgebäude und Kunstwerke
Das Schulgebäude Am Grasweg wurde nach Plänen Fritz Schumachers, eines Mitbegründers des Deutschen Werkbundes und Förderers der neuzeitlichen Backsteinbauweise in Norddeutschland, errichtet. Die Planungen begannen bereits 1910, der Bau konnte aber erst im April 1925 bezogen werden. Das Gebäude war auch architektonisch als Gegensatz zur nahegelegenen traditionsbewussten Gelehrtenschule des Johanneums geplant. Es wurde im Zweiten Weltkrieg stark beschädigt und beim Wiederaufbau vor allem im Dachbereich verändert.
Eine Orgel des Schriftstellers und Orgelbauers Hans Henny Jahnn wurde 1931 von Karl Kemper gebaut und 1991 von Orgelbaumeister G. Christian Lobback restauriert.